# Державна митна служба України
Державна митна служба України (Держмитслужба) — утворений у 2019 році центральний орган виконавчої влади України, який реалізує державну митну політику та державну політику у сфері боротьби з правопорушеннями під час застосування законодавства з питань державної митної справи. Діяльність служби спрямовується та координується Кабінетом Міністрів України через Міністра фінансів.
Положення про Державну митну службу України затверджене 6 березня 2019 року, а зареєстровано юридичну особу 18 липня 2019 року.
Особу створено шляхом поділу Державної фіскальної служби України, яка була переведена у стан припинення 17 травня 2019 року, але продовжувала реалізовувати відповідні повноваження до повного старту роботи митної та Державної податкової служби України (до 1 січня 2022).

## Історія

### Історія митниці в Україні
Історію існування митниці в Україні можна розділити на такі періоди:
- Державний митний комітет України (1991—1996)
- Державна митна служба України (1996—2012)
- Міністерство доходів і зборів України (2012—2014)
- Державна фіскальна служба України (2014—2019)
- Державна митна служба України (з 2019 року)

### Історія Державної митної служби

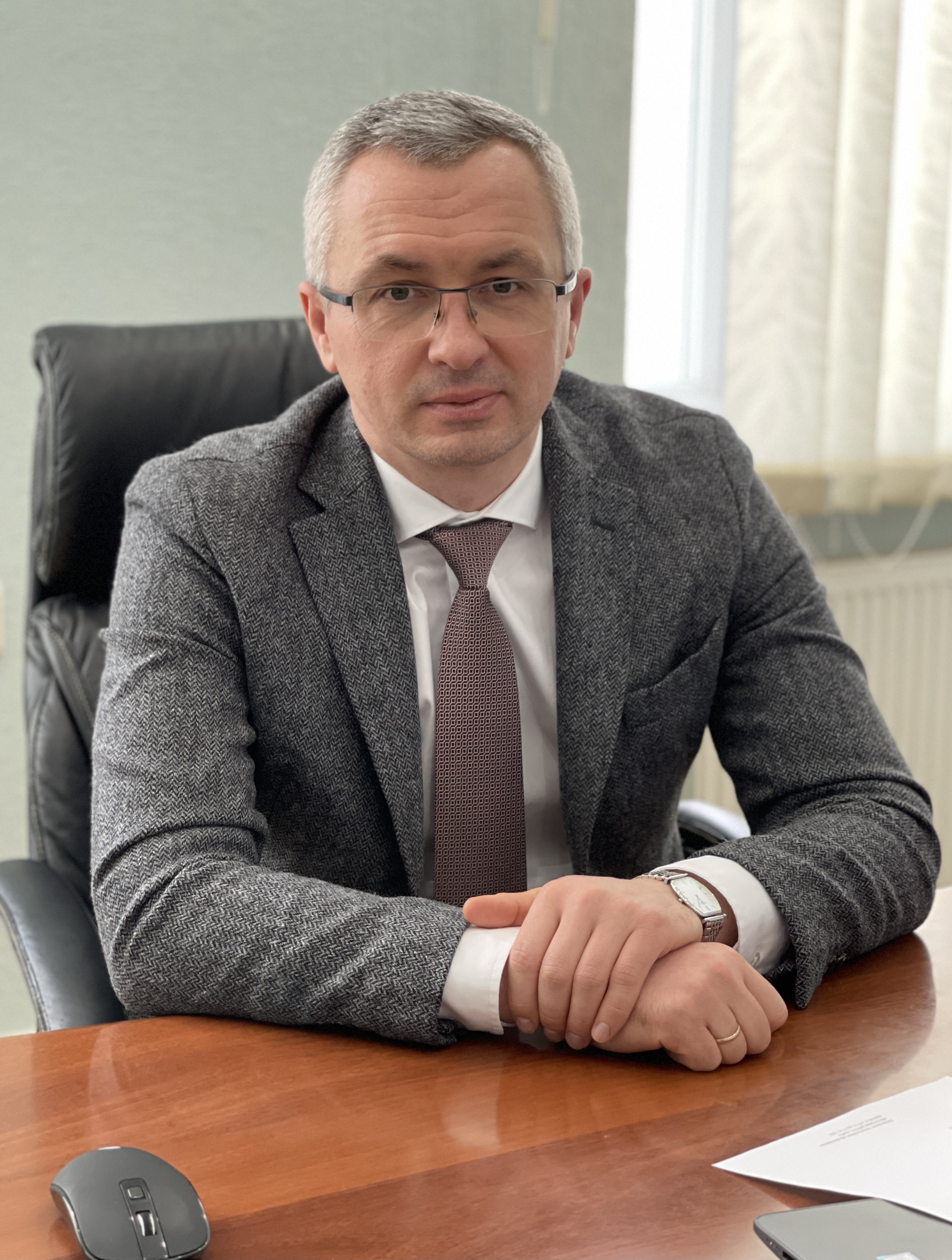
Сергій Звягінцев — в.о. голови Держмитслужби України, березень 2023

18 грудня 2018 року Кабінет Міністрів України постановив утворити Державну податкову службу України та Державну митну службу України (Держмитслужбу), реорганізувавши Державну фіскальну службу шляхом поділу. 6 березня 2019 року затверджено положення про новоутворені служби. 
18 липня 2019 року зареєстровано юридичну особу. Адреса — Київ, вулиця Дегтярівська, 11-г. 
23 липня 2019 року Прем'єр-міністр України Володимир Гройсман підписав розпорядження, яким затверджено план заходів реформування органів, що реалізують податкову та митну політику.
2 вересня 2019 року Президент України Володимир Зеленський дав доручення запустити Державну митну службу з 1 грудня 2019 року.
2 жовтня 2019 року Кабінет Міністрів України затвердив регіональну структуру. Кількість митниць зменшено до 16 з 26, лишаються окремо лабораторія і кінологічний центр. 24 жовтня призначено тимчасових виконувачів обов'язки для реєстрації юридичних осіб, а 27 жовтня затверджені положення про регіональні органи митниці.
16 жовтня 2019 року Кабмін затвердив проєкт закону, яким передбачається об'єднання органів митниці у єдину юридичну особу.
8 грудня 2019 року відповідно до постанови Кабміну Держмитслужба України отримала повноваження Державної фіскальної служби у митній сфері.

### Реформування Державної митної служби
17 жовтня 2024 року Президент України Володимир Зеленський підписав закон № 6490-д, який передбачає реформу Державної митної служби України. Відповідні норми закону набирають чинності з 1 листопада 2024 року.
Законопроєкт передбачає:
- перезавантаження митниці за зразком БЕБ, погодженим з міжнародними партнерами;
- прозорий конкурс на голову Держмитслужби (Державна митна служба) за участі міжнародних організацій;
- політична незалежність голови Держмитслужби: звільнення за висновком аудиту;
- переатестація всіх працівників протягом 18 місяців з призначення нового голови;
- половину членів атестаційних комісій для керівних посад обирають міжнародники за пропозиціями бізнес-спільноти;
- підвищення зарплат на рівні закону.

## Керівники
20 березня 2019 року оголошено конкурси на обіймання посад керівників ДПС і ДМС. 25 червня переможцем конкурсу на голову Державної митної служби оголошено заступника міністра економічного розвитку і торгівлі Максима Нефьодова і 15 липня Нефьодов розпочав виконання обов'язків голови Держмитслужби.
Наприкінці квітня 2020 року уряд звільнив голову Державної митної служби України Максима Нефьодова «у зв'язку зі зміною уряду», як заявив прем'єр-міністр Денис Шмигаль. Виконання обов'язків голови митниці тимчасово було покладено на керівника одного з департаментів Держмитслужби Ігоря Муратова.
20 серпня 2020 року рішенням уряду Ігоря Муратова було усунуто від виконання обов'язків голови Держмитслужби. Новим тимчасово виконуючим обов'язки голови став Андрій Павловський.
22 жовтня 2020 року рішенням уряду Андрія Павловського було звільнено. Натомість виконуючим обов'язки голови призначений Євгеній Єнтіс.
18 листопада 2020 року, після перемоги в конкурсі, Головою було призначено Павла Рябікіна.
4 листопада 2021 року Павло Рябікин перейшов на посаду Міністра з питань стратегічних галузей промисловості України.
5 листопада 2021 року виконувачем обов'язки голови Державної митної служби України став Вячеслав Демченко.

## Територіальні органи
До складу Державної митної служби України входять такі територіальні підрозділи (митниці): Вінницька, Волинська, Дніпровська, Донецька, Енергетична, Житомирська, Закарпатська, Запорізька, Івано-Франківська, Київська, Координаційно-моніторингова, Кропивницька, Луганська, Львівська, Миколаївська, Одеська, Полтавська, Рівненська, Сумська, Тернопільська, Харківська, митниця в Херсонській області, Автономній Республіці Крим і м. Севастополі, Хмельницька, Черкаська, Чернівецька, Чернігівська.